# Aeroportul Putumayo
Aeroportul Putumayo (IATA: PYO, ICAO: SEPT) este un aeroport din Sucumbíos⁠(d), Ecuador ce deservește zona Puerto El Carmen de Putumayo⁠(d).
Situat la o altitudine de 234 m, aeroportul dispune de o singură pistă.